# Save me Pythie
Save me Pythie est une série de bande dessinée française d'inspiration manga, créée par Elsa Brants et publiée en cinq volumes sortis entre juin 2014 et novembre 2016 par Kana. Au Japon, la série est publiée par chapitre sur la plate-forme en ligne Garaku no Mori de l'éditeur Homesha depuis le 7 novembre 2015.
Pythie, jeune Grecque de l'Antiquité, est maudite par Apollon dont elle a repoussé les avances : elle ne pourra prédire que des catastrophes et personne ne la croira. Elle rencontre alors Xanthe, un des innombrables rejetons de Zeus et d'une mortelle, qui veut devenir un héros célèbre malgré sa propre malédiction : une malchance inouïe que Héra, jalouse, lui inflige. Les deux compères parcourent ensemble la Grèce, à la recherche de la gloire, mais trouvant surtout des ennuis.

## Synopsis
Dans la Grèce Antique, Pythie est une jeune fille qui travaille au temple d’Apollon à Delphes, sa ville natale, comme apprentie prêtresse. Un soir, Apollon, déguisé en pèlerin, tente d'en faire une de ses nombreuses maîtresses (il a même une liste de conquêtes féminines à compléter). Mais Pythie, qui n'a pas reconnu le dieu qu'elle est censée servir et possède un caractère bien trempé, ne se laisse pas séduire : elle repousse violemment Apollon. Celui-ci, très contrarié d'avoir été rejeté (ce qui lui arrive très rarement), lui lance alors une malédiction, dont le signe est un symbole solaire au milieu du front : Pythie obtient le pouvoir de prédire les catastrophes, mais personne ne croira ses prédictions. Dès le lendemain, Cassandre, victime de la même malédiction qu'elle autrefois (et pour les mêmes raisons), tente de la prévenir que cette malédiction va lui gâcher la vie ainsi que celle des autres. Pythie, un peu incrédule au début, comprend vite ce qu'il en est : en voulant prévenir un ouvrier d'un danger qu'elle n'a pas compris (elle a vu du rouge sur une statue et a cru que l'ouvrier se tuerait, mais il ne s'agissait que de peinture), elle provoque un accident. Sa deuxième vision est celle d'un homme qui se fait ensevelir. Cet homme est Xanthe, un des innombrables fils de Zeus et d'une mortelle. Alors qu'elle le croit mort, elle fait la connaissance d'un poulet, qui est en fait Zeus déguisé. Celui-ci se fait reconnaitre de Pythie et lui fait une promesse : si elle réussit à guider Xanthe à travers les dangers, il lèvera la malédiction qui la frappe. 
Seulement les choses sont plus compliquées, car Xanthe ambitionne de devenir un héros comme Héraclès, et rêve de rencontrer son père (il ignore qu'il s'agit de Zeus et que celui-ci le suit sous la forme du poulet), alors qu'il a attiré la colère d'Héra sur lui : elle l'a affligé d'une malchance hors du commun. Pythie part à l'aventure avec Xanthe, quittant sa ville natale, laissant une lettre d’au revoir où elle vivait avec sa mère célibataire.
Sur leur chemin, Pythie et Xanthe font la connaissance de nombreux personnages de la mythologie : une chimère apprivoisée par une princesse, une nymphe tenancière d'un bain public (réservé aux femmes), Méduse qui cherche désespérément une famille d'accueil, quelques monstres, Thésée (en dragueur de bas étage s'attribuant les exploits de Xanthe), quelques héros (dont Oedipe et Orphée), des centaures et des Amazones... Pour rajouter quelques problèmes supplémentaires, Apollon continue à poursuivre Pythie de ses assiduités, et quelques personnages veulent manger Zeus-poulet. Pendant ce temps, la grande prêtresse d'Apollon, Acacia, amoureuse d'Apollon et jalouse de Pythie, invoque Élécathe, une nymphe infernale, pour tuer sa rivale. 
Après avoir provoqué un nombre impressionnant de catastrophes, Xanthe est emmené par les Erinyes aux Enfers. Après avoir chamboulé le monde des morts, il est jugé lors d'un procès qui manque de révéler que Héra est responsable de sa malchance. Il est alors condamné à une ultime épreuve : régler le problème Charybde, ce qu'il réussit après avoir manqué encore une fois de provoquer la fin du monde. L'Olympe s'ouvre à lui, Xanthe est admis parmi les dieux et découvre qui est son père. Mais rapidement sa présence et celle de Pythie déclenchent une bagarre : le vase dont les dieux tirent leurs pouvoirs est détruit, l'Olympe s'écroule sur terre, les dieux sont réduits à l'état de mortels et tentent plus ou moins efficacement de s'adapter à cette nouvelle condition. Cassandre révèle alors qu'elle avait tout orchestré pour punir les dieux qui ont détruit sa ville de Troie.
La situation devient vite périlleuse car Xanthe, pensant encore une fois bien faire, a libéré les Géants et les Titans du Tartare. Ceux-ci détruisent la Terre et les hommes risquent de disparaitre. Seuls les dieux avaient le pouvoir de les protéger ; il faut donc construire un nouveau vase qui recueillera les fumées sacrificielles des hommes et rendra leurs pouvoirs aux dieux. Mais quand celui-ci est achevé, les humains avouent que dans leurs offrandes ils ont davantage pensé à Pythie et Xanthe, hissant ces derniers au rang des dieux. Pythie et Xanthe réussissent à repousser les Titans, mais à leur grande surprise, ils ne réussissent plus à reprendre leur condition humaine : les voilà condamnés à passer l'éternité ensemble !

## Personnages
- Pythie : jeune fille grecque, apprentie prêtresse d'Apollon. Ayant refusé les avances du dieu qu'elle est censée servir, elle est maudite par un don de prophétie des catastrophes.
- Xanthe : fils de Zeus (ce qu'il ignore) et d'une humaine, il veut devenir un héros et parcourt les routes à la recherche de gloire et de monstres à tuer. Il trouve surtout des ennuis.
- Zeus/poulet : roi des dieux et père de Xanthe et d'appollon, il prend l'apparence d'un gros poulet pour ne pas être reconnu et veiller sur son fils Xanthe. Il a des enfants un peu partout sur Terre et ailleurs, mais ne parle qu'à Pythie à qui il s'est dévoilé.
- Héra :femme de Zeus, elle est jalouse de ses nombreuses aventures avec d'autres femmes. C'est pour cela qu'elle maudit Xanthe, l'un des nombreux fils illégitime de son mari.
- Cassandre : vieille prophétesse, elle a subi dans sa jeunesse la même malédiction que Pythie, et pour les mêmes raisons. Elle essaie d'aider sa jeune collègue.
- Apollon : dieu de la lumière et des arts, occupant à l'occasion le poste de conducteur du char du Soleil quand Hélios prend ses vacances, c'est un dragueur compulsif de toute jolie créature féminine, tenant même une liste des conquêtes à faire. Il prend très mal le fait de se faire repousser, il a eu un enfant mais ce dernier s'est fait manger par son grand-père

## Liste des volumes
| no | Français         | Français          |
| no | Date de sortie   | ISBN              |
| --- | ---------------- | ----------------- |
| 1 | 20 juin 2014     | 978-2-5050-6102-1 |
| Liste des chapitres : - Chapitre 1 : INTÉRÊT CÉLESTE - Chapitre 2 : MAUDITE - Chapitre 3 : LA DIVINE MISSION - Chapitre 4 : EN ROUTE VERS LA GLOIRE - Chapitre 5 : UNE PRINCESSE EN DÉTRESSE - Chapitre 6 : CHIMIÈRE ME SUIVRE - Chapitre 7 : THÉSÉE - Chapitre 8 : SUR LA ROUTE DE THÈBES - Chapitre 9 : LA REINE COUGAR - Chapitre 10 : ÉLÉCATHE                                                                      |                  |                   |
| 2 | 21 novembre 2014 | 978-2-5050-6133-5 |
| Liste des chapitres : - Chapitre 11 : LE HÉROS DE DELPHES - Chapitre 12 : LE CONCOURS - Chapitre 13 : LE VAINQUEUR DU CONCOURS - Chapitre 14 : LE RENARD DE TEUMESSE - Chapitre 15 : CAPTIVE - Chapitre 16 : LIBÉRÉEE - Chapitre 17 : LE BLUES DE MÉDUSE - Chapitre 18 : UNE FAMILLE HEUREUSE - Chapitre 19 : UN HÉROS DANS LE VENT - Chapitre 20 : ORPHÉE SUPERSTAR                                                    |                  |                   |
| 3 | 5 juin 2015      | 978-2-5050-6257-8 |
| Liste des chapitres : - Chapitre 21 : MAUX D'ESTOMAC - Chapitre 22 : LA CONDAMNATION - Chapitre 23 : UNE JOURNÉE EN ENFER - Chapitre 24 : EN APPEL - Chapitre 25 : LE VERDICT - Chapitre 26 : CHARYBDE - Chapitre 27 : QUI A ÉTEINT CHARYBDE ? - Chapitre 28 : LE PÈRE DU HÉROS - Chapitre 29 : APOTHÉOSE - Chapitre 30 : L'ULTIME REBONDISSEMENT                                                                       |                  |                   |
| 4 | 19 février 2016  | 978-2-5050-6481-7 |
| Liste des chapitres : - Chapitre 31 : DIVINES RECONVERSIONS - Chapitre 32 : LE BRIGAND DES ROUTES DE DELPHES - Chapitre 33 : LE POÈTE BOHÈME - Chapitre 34 : LA MAÎTRESSE DE LA MARIONNETTE - Chapitre 35 : LA RECONSTRUCTION DE DELPHES - Chapitre 36 : LE BLUES DE LA GRANDE BLEUE - Chapitre 37 : LA RANÇON DU ROI MIDAS - Chapitre 38 : LE DIVIN GANGSTER - Chapitre 39 : UN AMOUR PIÉTINÉ - Chapitre 40 : RÉFUGIÉS |                  |                   |
| 5 | 18 novembre 2016 | 978-2-5050-6618-7 |
| Liste des chapitres : - Chapitre 41 : LES TYRANS - Chapitre 42 : BABY GODS-BLUES - Chapitre 43 : LA DISTRIBUTIONS DES POUVOIRS - Chapitre 44 : UNE NOUVELLE DÉESSE - Chapitre 45 : LES PARENTS TERRIBLES - Chapitre 46 : RÉSISTANCE - Chapitre 47 : EN RÉSONANCE - Chapitre 48 : DE PÈRES EN FILS - Chapitre 49 : UNE FAMILLE DÉCHIRÉE - Chapitre 50 : ÉPILOGUE                                                         |                  |                   |

### Publication
Kana
1. 1 2  (fr) « Tome 1 ».
2. 1 2  (fr) « Tome 2 ».
3. 1 2  (fr) « Tome 3 ».
4. 1 2  (fr) « Tome 4 ».
5. 1 2  (fr) « Tome 5 ».